# 東ティモール民主共和国 (1975年)

東ティモール民主共和国
República Democrática de Timor-Leste
（ポルトガル語）
Repúblika Demokrátika de Timór-Lorosa'e（テトゥン語）

国歌: Pátria（ポルトガル語）
祖国

東ティモール民主共和国（ひがしティモールみんしゅきょうわこく、ポルトガル語: República Democrática de Timor-Leste、テトゥン語: Repúblika Demokrátika de Timór-Lorosa'e）は、1975年11月28日に一方的に宣言された社会主義国である。
この独立宣言について、ポルトガルはもちろん、インドネシアも認めていなかった。
その9日後の12月7日に、インドネシアによる侵攻が行われ、1976年7月17日にインドネシアに併合され、1999年まで州の一部となっていた。

## 国際関係
東ティモール民主共和国の国家承認をしていた国は、主に6つの社会主義国（殆どが元ポルトガル領）だった。
国家承認をしていた国
- アルバニア
- モザンビーク人民共和国
- ギニア
- ギニアビサウ
- カーボベルデ
- サントメ・プリンシペ